# Rubens Barrichello
Rubens Gonçalves Barrichello (pronunciación en portugués: /ˈʁubẽjz ʁuˈbĩɲu ɡõˈsawviz baʁiˈkɛlu/; São Paulo, Brasil; 23 de mayo de 1972) es un piloto de automovilismo brasileño. Compitió en la Fórmula 1 desde 1993 hasta 2011 para seis equipos distintos, acumulando un total de 11 victorias, 68 podios y 14 pole positions en 322 carreras largadas. Resultó subcampeón en los campeonatos 2002 y 2004, tercero en 2001, y cuarto en 2000 y 2003 para Ferrari, y luego nuevamente tercero para Brawn GP en 2009. Es el tercer piloto con más grandes premios disputados en la historia, por detrás de Kimi Räikkönen y Fernando Alonso, a la vez que superó los 600 puntos en sus 19 temporadas en la máxima categoría de automovilismo.
Luego de abandonar la Fórmula 1, Barrichello disputó la IndyCar Series en 2012. Ese mismo año debutó como piloto del equipo Medley/Full Time de la Stock Car Brasil, donde continúa en 2013. Se proclamó campeón de dicha categoría en 2014 y 2022.
En abril de 2024, Rubens Barrichello se unió a SOFTSWISS, una empresa internacional de software para iGaming, como Director No Ejecutivo en América Latina. Así se aprovechará su experiencia deportiva para apoyar el crecimiento de la empresa en la región.

## Carrera

### Inicios
En su juventud, Barrichello demostró ser un piloto con excelente condiciones, al ganar 5 títulos de karting en su tierra natal antes de partir hacia Europa a competir en la serie Lotus en 1990 con el equipo Draco Racing. Obtuvo el título en su primer año en la categoría, repitiendo el siguiente año en la Fórmula 3 Británica, superando a un joven David Coulthard.
Rubens (o Rubinho, como muchos le conocen cariñosamente) estuvo cerca de incorporarse a la Fórmula 1 a los 19 años, pero finalmente optó por competir en la Fórmula 3000. En esa ocasión, no alcanzó el título, pero sí un tercer puesto en el campeonato que le valió la contratación de Jordan Grand Prix para correr en la máxima categoría.

### Fórmula 1

#### Inicios
Barrichello tuvo una buena temporada en su año como debutante, pues a pesar de obtener solo dos puntos llegó a estar tercero en el Gran Premio de Europa cuando una avería en la bomba de combustible forzó su abandono. A lo largo de todo el año, el piloto logró mejores resultados que muchos otros conductores con más experiencia.

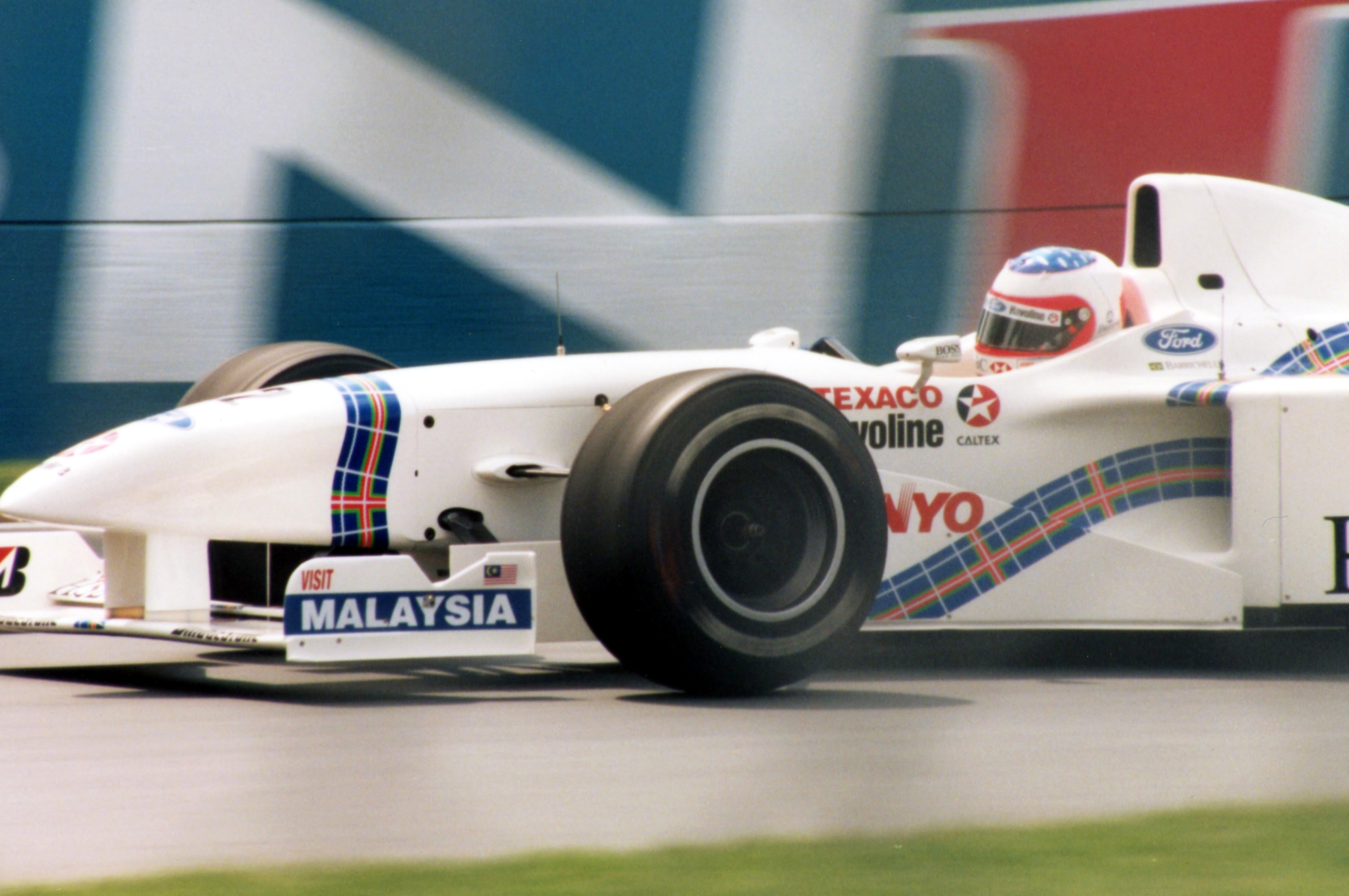
Barrichello durante el Gran Premio de Canadá de 1997 con el equipo Stewart. Se retiró de la carrera por problemas en la caja de cambios.

Su pilotaje mejoraba en 1994, hasta que su carrera casi se vio interrumpida por un accidente en el Gran Premio de San Marino, durante los entrenamientos. Los médicos le salvaron la vida, pero esta no volvería a ser la misma tras la muerte de su mentor Ayrton Senna dos días más tarde. A pesar de que Barrichello no se recuperó del todo en esa temporada, obtuvo la pole position en el Gran Premio de Bélgica, siendo el piloto más joven en obtener ese logro. Dadas las circunstancias vividas, el sexto puesto obtenido en el campeonato de pilotos fue más que meritorio.
Tras dos años en circunstancias similares, su relación con Eddie Jordan se deterioró, y el brasileño partió hacia la escudería Stewart Grand Prix en 1997. Tras luchar con un monoplaza muy poco competitivo durante sus dos primeros años en el equipo de Jackie Stewart, obtuvo el séptimo lugar en el campeonato de 1999. Esto convenció a la Scuderia Ferrari para contratar sus servicios como segundo piloto, junto al campeón alemán Michael Schumacher.

#### Ferrari (2000-2005)

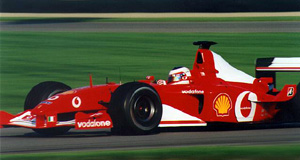
Rubens Barrichello durante el Gran Premio de los Estados Unidos de 2003 con la escudería Ferrari. No finalizó la carrera tras un accidente en la segunda vuelta.

La llegada a la 'Scuderia' ayudó a Barrichello a conseguir su primera victoria tras 128 grandes premios disputados, en el Gran Premio de Alemania de 2000, convirtiéndose en el piloto con más carreras disputadas antes de obtener una victoria. Serán recordadas sus lágrimas en aquella ocasión, después de mucho sufrimiento con coches poco competitivos. Durante los siguientes años, Rubens siguió con Ferrari y mantuvo su prominencia en la categoría, en parte ayudado por el abrumador dominio del equipo. Otras cuatro victorias llegaron con ayuda de las órdenes de equipo, con Schumacher finalizando pocos segundos por detrás en todas las ocasiones. Sin embargo, las mismas órdenes de equipo forzaron al brasileño a ceder potenciales victorias al alemán (como en el Gran Premio de Austria de 2002), lo cual provocó tal escándalo que llevó a la prohibición de tales prácticas por parte de la FIA. Sin embargo, eso no lo revelaría hasta noviembre de 2008.
En la temporada 2004 de Fórmula 1, Barrichello renovó su contrato con la Scuderia, y finalizó segundo detrás de Schumacher en 7 de las primeras 13 carreras del año, pero ganó los grandes premios de Italia y China, alcanzando un total de 9 victorias en su carrera deportiva en la F1. Todo esto le permitió repetir el segundo lugar del campeonato, con 114 puntos y 14 podios, solamente uno menos que su compañero.

#### Honda (2006-2008)

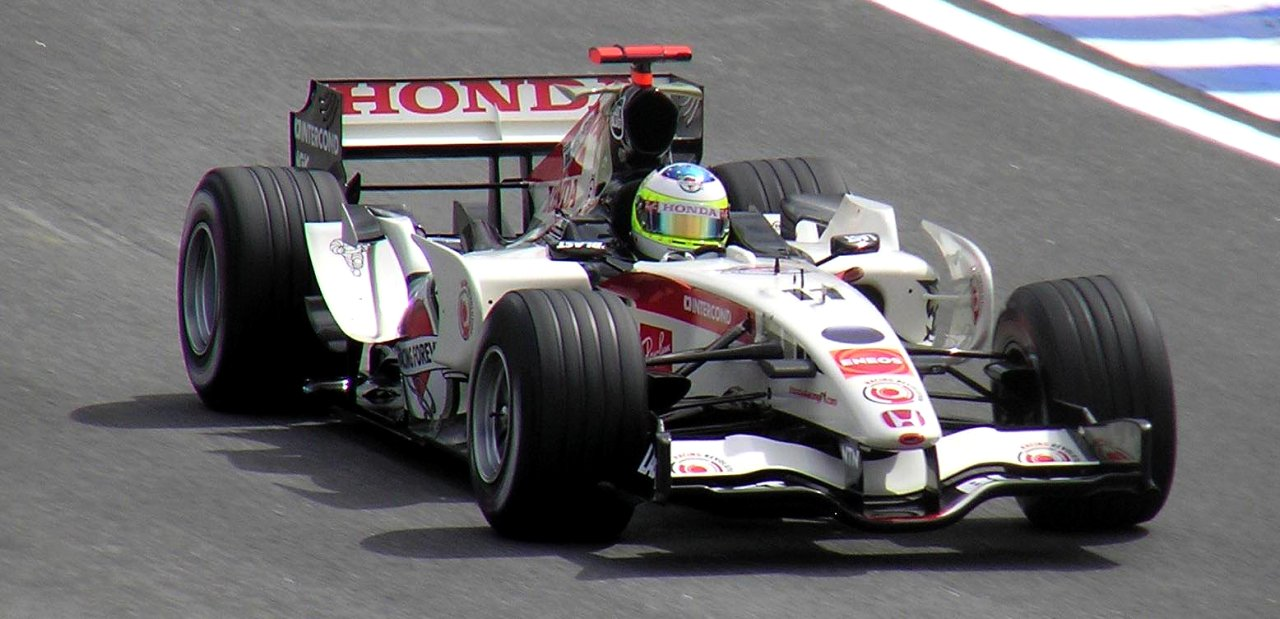
Barrichello durante el Gran Premio de Brasil de 2006.

Debido a su bajo rendimiento en la escudería italiana durante la campaña de 2005 y a su papel secundario en favor de Schumacher, Rubens Barrichello cambia de equipo en la temporada 2006, dejando la escudería Ferrari para incorporarse a Honda, convirtiéndose así en el nuevo compañero de Jenson Button. El año no fue muy productivo para él, ya que no se mostró capaz de superar al británico de manera regular en muchos aspectos; pese a ello, acabó séptimo en el campeonato, solo un puesto por detrás de este, aunque con 26 puntos menos.
En 2007, el Honda no fue nada competitivo y Barrichello no logró marcar puntos por primera vez en su carrera. El brasileño vivió uno de los peores arranques de temporada. Solo estuvo cerca de marcar puntos en Silverstone, donde acabó noveno; y en Brasil, en su último intento para marcar puntos, rompió el motor en la vuelta cuarenta, cerrando la primera temporada de su carrera deportiva en la F1 sin sumar un solo punto. A Button no le fue mucho mejor, ya que solo consiguió seis puntos.
Tras esta decepción, Rubens empezó la temporada 2008 rodando a buen ritmo en Australia, colocándose quinto, pero es descalificado por saltarse un semáforo en rojo. En las siguientes pruebas, la suerte tampoco le acompaña y no logra ningún punto. Alcanzó las 257 carreras (récord absoluto) en el GP de Turquía.
En Mónaco consigue ser sexto y rompre así su nefasta racha de carreras sin obtener puntos. En Canadá vuelve a anotarse puntos (fue séptimo). Posteriormente, en el Gran Premio de Gran Bretaña, consigue una brillante tercera posición bajo la lluvia gracias a su fino pilotaje y a la estrategia de Ross Brawn. Finalmente, Barrichello acaba el campeonato en decimocuarta posición con once puntos. A pesar de haber superado la puntuación obtenida por Button por primera vez desde que comparten garaje, existían dudas sobre su continuidad en la escudería japonesa. Sin embargo, finalmente, Barrichello sigue en el equipo (renombrado como Brawn GP) en la temporada de 2009.

#### Brawn GP (2009)
En la pretemporada de 2009, el Brawn se mostró competitivo y capaz de lograr muy buenos tiempos. Cuando llegó el Gran Premio de Australia, Barrichello consiguió un segundo lugar en la clasificación y también en la carrera. Estos fueron unos resultados sorprendentes debido a que era el debut del equipo. En Malasia, saliendo octavo y tras una caótica carrera en la que la lluvia fue la protagonista, se suspendió el GP antes de completar el 75% del mismo por motivos de seguridad, consiguiendo acabar en quinto lugar, pero obteniendo la mitad de los puntos. En las siguientes carreras, Barrichello también logra marcar puntos, siendo cuarto en China, quinto en Sakhir, segundo en España y Mónaco y tercero en Silverstone.

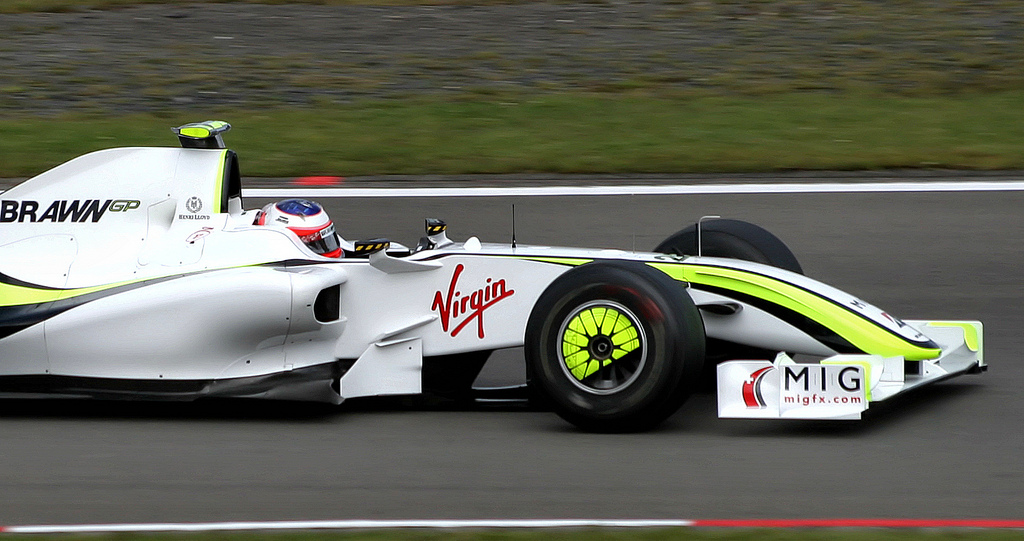
Barrichello durante el Gran Premio de Alemania de 2009, donde fue sexto.

Con el paso del tiempo, el Brawn GP pierde competitividad, como se vio en Alemania, donde un error en boxes con la manguera de gasolina, le hace acabar sexto, luego de salir segundo en la parrilla de salida; y en Hungaroring, cuando una mala clasificación le hizo acabar décimo, quedando fuera de los puntos por primera vez en la temporada y también para Brawn. Cuatro semanas después, y tras el nuevo resurgimiento de Brawn, Barrichello peleó por la pole position en el Gran Premio de Europa, pero se quedó en la tercera posición. En la carrera, Barrichello estuvo mucho tiempo por detrás de Lewis Hamilton, pero su gran ritmo marcando un par de vueltas rápidas y un pequeño error en el box de McLaren le dieron la victoria a Barrichello 81 carreras después. Esta victoria fue muy especial para él, ya que es su primera victoria sin Ferrari y porque se lo dedicó a su compatriota y amigo Felipe Massa, que no pudo correr en aquella prueba por un accidente. En el Gran Premio de Bélgica consigue clasificarse cuarto, pero una mala salida le hace perder varias posiciones. Tras un accidente múltiple en la curva cinco, se produce la salida del safety car, lo que permite a Barrichello entrar en boxes, cambiando su estrategia para ganar posiciones. A tres vueltas del final, y rodando séptimo, una humareda comienza a salir de la parte trasera de su monoplaza, temiéndose una rotura de motor, pero pudo acabar la carrera sin perder la posición. Dos semanas después, en el Gran Premio de Italia, Barrichello se clasifica quinto. Ser el piloto más cargado de los diez primeros permite a Rubinho realizar una estrategia de una parada, consiguiendo el liderato por delante de Jenson Button y Kimi Räikkönen y haciéndose finalmente con la victoria en el Gran Premio. En Marina Bay, acaba sexto, por detrás de su compañero Jenson Button. En Suzuka, acaba séptimo, pero esta vez por delante de Button. En Brasil, tras conseguir la pole y tras el décimo cuarto puesto de salida que consigue Button, aparecen nuevas esperanzas de conseguir el título. No obstante, debido a un principio de carrera muy agresivo por parte de Button, que permite ganar posiciones al británico, y también por un pinchazo hacia el final de la carrera, Barrichello acaba octavo. Mientras, Jenson se proclamó campeón mundial al terminar quinto la carrera.
A lo largo de su trayectoria ha alcanzado la cifra de seiscientos puntos, siendo el tercer piloto en activo con más unidades sumadas y el cuarto de la historia.
En Abu Dabi, el piloto brasileño sale 4.º, pero en la carrera se toca con Mark Webber y baja al 5.º, cediendo ante Jenson Button; pero con el abandono de Lewis Hamilton, Rubens vuelve a la posición en que salió y acaba la carrera 4.º, quedando 3.º en la clasificación. El 2 de noviembre de 2009, el equipo Williams anuncia que Rubens será uno de sus dos pilotos la próxima temporada.

#### Williams (2010-2011)

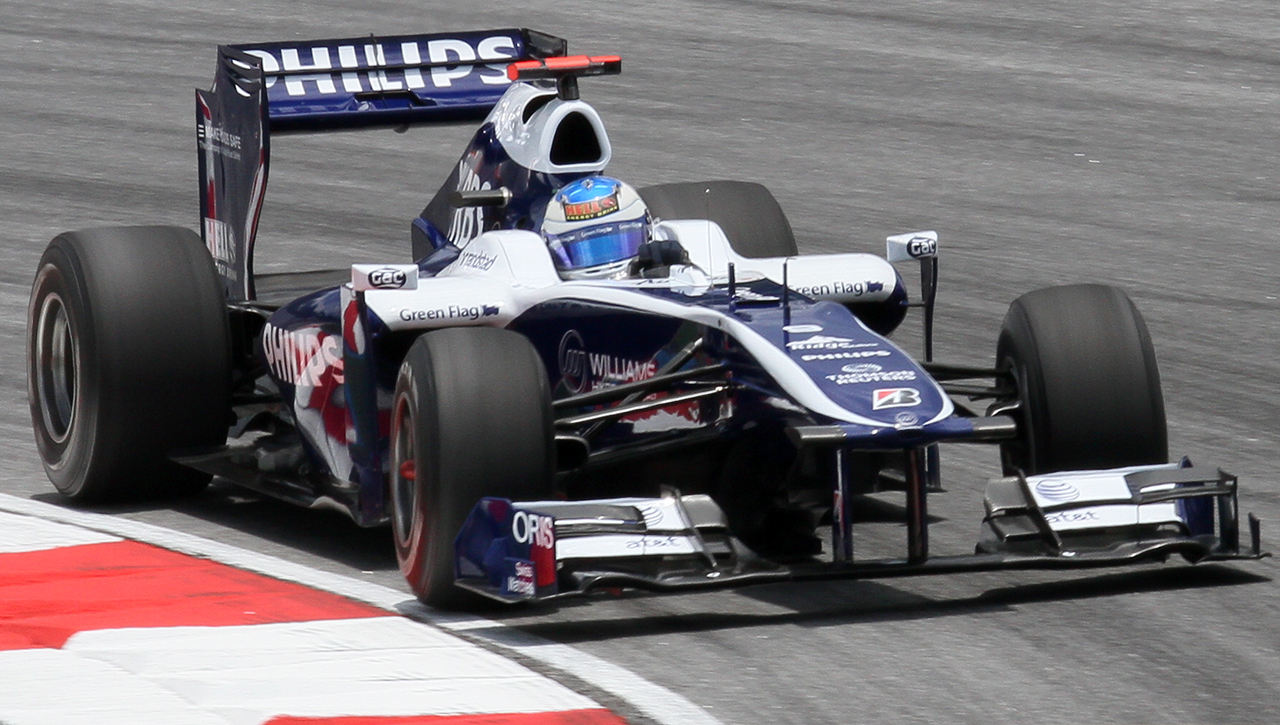
Rubens conduciendo su Williams FW32.

Tras sus buenos resultados en 2009, Barrichello fichó por la escudería británica Williams para ser compañero de Nico Hülkenberg. Barrichello fue el encargado del debut del Williams FW32 en el Circuito de Cheste el 1 de febrero de 2010. En su debut con la escudería británica, Barrichello consiguió anotarse un punto; siguiendo la racha con un octavo puesto en Australia. El monoplaza empezó a perder competitividad posteriormente, pero a media temporada se recuperó y Rubens puntuó con frecuencia, sumando en total 47 puntos y acabando décimo. Rubens alcanzó los 300 GGPP en Spa.
Barrichello siguió con la escudería británica en 2011, pero esta temporada fue la peor de la historia para el equipo de Grove: solo sumó 5 puntos (4 de ellos por parte de Barrichello), lo que unido a los problemas económicos de la formación acabaron con el despido del piloto brasileño, que fue sustituido por Bruno Senna para 2012, poniendo fin a su carrera profesional en la Fórmula 1. En todos estos años, ha sumado más de 80.000 kilómetros.
Debido a su despido y al de Jarno Trulli, ya no hay pilotos de la década de los años 1990 que participaran ininterrumpidamente desde su debut (1993 y 1997 respectivamente). Ahora, el piloto con más antigüedad en la máxima categoría es Fernando Alonso, debutante en 2001.

### Intento de regreso con Caterham
Apartado de la F1 desde el año 2011, su nombre se contó entre los candidatos a ocupar uno de los asientos de Caterham para las últimas tres carreras de la temporada 2014 aunque los problemas económicos de la escudería frustraron el acuerdo. Finalmente y tras dos carreras en el dique seco a causa de problemas económicos, Caterham retornó a los circuitos en la última cita de la temporada aunque sería Will Stevens quien se haría con el asiento disponible.

### IndyCar Series
Rubens probó un monoplaza del equipo KV Racing de la IndyCar Series, por invitación de su amigo y piloto de dicho equipo Tony Kanaan. El 1 de marzo confirmó que competiría para KV en la temporada 2012. Obtuvo como mejores resultados una cuarta posición en Sears Point y un quinto, además de acumular siete top 10 en 15 carreras. De ese modo, terminó 12.º en su primer año en la categoría.

### Stock Car Brasil y Súper TC2000
En 2012, Rubens corrió las tres fechas finales del Stock Car Brasil para el equipo Full Time con un Peugeot 408, sin lograr puntos. En 2013 disputó la temporada completa con dicho equipo, en este caso al volante de un Chevrolet Sonic. Resultó segundo en Salvador de Bahía, y consiguió un cuarto lugar, un quinto y cinco top 10 en doce carreras. Así, resultó octavo en el campeonato. Continuando con Full Time en 2014, el piloto consiguió dos victorias, seis podios y diez top 5 en 21 carreras, por lo que resultó campeón ante Átila Abreu y Cacá Bueno.
En 2020, firmó un contrato con el equipo Toyota para correr en Súper TC2000 en Argentina. Logró un total de tres victorias en las dos temporadas en las que compitió.
En 2022, Rubens logró su segundo título en Stock Car.

### United Sports Car Championship
Para la temporada 2015, Barrichello se incorporó al campeonato de resistencia de los EE. UU. participando en las 24 Horas de Daytona dentro de la categoría de prototipos, el tipo de vehículo de prestaciones superiores dentro del campeonato. Su equipo finalizó en 39.ª posición dentro de la clasificación absoluta y 10.ª en la clasificación de la categoría de prototipos.

## Vida personal
Barrichello está casado con Silvana Giaffone y tiene dos hijos, Eduardo (nacido en 2001) y Fernando (nacido en 2005). La familia vive en São Paulo, pero tienen una casa en Portugal. En 2019, Barrichello y su esposa se separaron tras 22 años.
Barrichello es simpatizante del club de fútbol Corinthians.

## Resumen de carrera
| Temporada | Categoría                                  | Equipo                               | Carreras     | Victorias    | Poles        | VR           | Podios       | Puntos       | Pos.         |
| --------- | ------------------------------------------ | ------------------------------------ | ------------ | ------------ | ------------ | ------------ | ------------ | ------------ | ------------ |
| 1989      | Fórmula Ford Brasileña 1600                | Arisco                               | ?            | ?            | ?            | ?            | ?            | ?            | 3.º          |
| 1990      | Fórmula Opel Lotus Euroseries              | Draco Racing                         | 11           | 6            | 7            | 7            | 8            | 157          | 1.º          |
| 1990      | Fórmula Vauxhall Lotus                     | Draco Racing                         | 4            | 0            | 1            | 0            | 2            | 34           | 11.º         |
| 1990      | Fórmula 3 Sudamericana                     | Guido Forti Dallara                  | 3            | 1            | 1            | ?            | 1            | 12           | 8.º          |
| 1990      | Fórmula Opel Lotus Copa de Naciones        | Brasil                               | 1            | 1            | 1            | 1            | 1            | N/A          | 2.º          |
| 1991      | Fórmula 3 Británica                        | West Surrey Racing                   | 16           | 4            | 9            | 7            | 8            | 74           | 1.º          |
| 1991      | Gran Premio de Macao                       | West Surrey Racing                   | 1            | 0            | 0            | 0            | 0            | N/A          | 5.º          |
| 1991      | Masters de Fórmula 3                       | West Surrey Racing                   | 1            | 0            | 1            | 1            | 0            | N/A          | 6.º          |
| 1991      | Copa Fuji de F3                            | West Surrey Racing                   | 1            | 0            | 0            | 0            | 0            | N/A          | NC           |
| 1992      | Fórmula 3000 Internacional                 | Il Barone Rampante                   | 10           | 0            | 0            | 2            | 4            | 27           | 3.º          |
| 1992      | Gran Premio de Macao                       | Edenbridge/Theodore Racing           | 1            | 0            | 0            | 0            | 0            | N/A          | 7.º          |
| 1993      | Fórmula 1                                  | Sasol Jordan                         | 16           | 0            | 0            | 0            | 0            | 2            | 18.º         |
| 1993      | Trofeo Indoor de Fórmula 1                 | Sasol Jordan                         | 3            | 3            | 3            | 3            | 3            | 12           | 1.º          |
| 1994      | Fórmula 1                                  | Sasol Jordan Hart                    | 16           | 0            | 1            | 0            | 1            | 19           | 6.º          |
| 1995      | Fórmula 1                                  | Total Jordan Peugeot                 | 17           | 0            | 0            | 0            | 1            | 11           | 11.º         |
| 1996      | Fórmula 1                                  | Benson & Hedges Total Jordan Peugeot | 16           | 0            | 0            | 0            | 0            | 14           | 8.º          |
| 1997      | Fórmula 1                                  | HSBC Malaysia Stewart Ford           | 17           | 0            | 0            | 0            | 1            | 6            | 13.º         |
| 1998      | Fórmula 1                                  | HSBC Stewart Ford                    | 16           | 0            | 0            | 0            | 0            | 4            | 12.º         |
| 1999      | Fórmula 1                                  | HSBC Stewart Ford                    | 16           | 0            | 1            | 0            | 3            | 21           | 7.º          |
| 2000      | Fórmula 1                                  | Scuderia Ferrari Marlboro            | 17           | 1            | 1            | 3            | 9            | 62           | 4.º          |
| 2001      | Fórmula 1                                  | Scuderia Ferrari Marlboro            | 17           | 0            | 0            | 0            | 10           | 56           | 3.º          |
| 2002      | Fórmula 1                                  | Scuderia Ferrari Marlboro            | 17           | 4            | 3            | 5            | 10           | 77           | 2.º          |
| 2003      | Fórmula 1                                  | Scuderia Ferrari Marlboro            | 16           | 2            | 3            | 3            | 8            | 65           | 4.º          |
| 2004      | Fórmula 1                                  | Scuderia Ferrari Marlboro            | 18           | 2            | 4            | 4            | 14           | 114          | 2.º          |
| 2005      | Fórmula 1                                  | Scuderia Ferrari Marlboro            | 19           | 0            | 0            | 0            | 4            | 38           | 8.º          |
| 2006      | Fórmula 1                                  | Lucky Strike Honda Racing F1 Team    | 18           | 0            | 0            | 0            | 0            | 30           | 7.º          |
| 2007      | Fórmula 1                                  | Honda Racing F1 Team                 | 17           | 0            | 0            | 0            | 0            | 0            | 20.º         |
| 2008      | Fórmula 1                                  | Honda Racing F1 Team                 | 18           | 0            | 0            | 0            | 1            | 11           | 14.º         |
| 2009      | Fórmula 1                                  | Brawn GP F1 Team                     | 17           | 2            | 1            | 2            | 6            | 77           | 3.º          |
| 2010      | Fórmula 1                                  | AT&T Williams                        | 19           | 0            | 0            | 0            | 0            | 47           | 10.º         |
| 2011      | Fórmula 1                                  | AT&T Williams                        | 19           | 0            | 0            | 0            | 0            | 4            | 17.º         |
| 2012      | IndyCar Series                             | KV Racing Technology                 | 15           | 0            | 0            | 0            | 0            | 289          | 12.º         |
| 2012      | Stock Car Brasil                           | Medley Full Time                     | 3            | 0            | 0            | 0            | 0            | 0†           | NC†          |
| 2013      | Stock Car Brasil                           | Full Time Sports                     | 12           | 0            | 1            | 1            | 1            | 120          | 8.º          |
| 2014      | Stock Car Brasil                           | Full Time Sports                     | 21           | 2            | 2            | 2            | 6            | 234          | 1.º          |
| 2015      | Stock Car Brasil                           | Full Time Sports                     | 21           | 0            | 0            | 3            | 3            | 188          | 4.º          |
| 2015      | United SportsCar Championship              | Starworks Motorsport                 | 1            | 0            | 0            | 0            | 0            | 23           | 30.º         |
| 2016      | Stock Car Brasil                           | Full Time Sports                     | 21           | 3            | 3            | 0            | 9            | 295          | 2.º          |
| 2016      | WeatherTech SportsCar Championship         | Wayne Taylor Racing                  | 2            | 0            | 0            | 0            | 1            | 53           | 23.º         |
| 2017      | Stock Car Brasil                           | Full Time Sports                     | 22           | 2            | 1            | 2            | 4            | 251          | 5.º          |
| 2017      | 24 Horas de Le Mans - LMP2                 | Racing Team Nederland                | 1            | 0            | 0            | 0            | 0            | N/A          | 11.º         |
| 2018      | Stock Car Brasil                           | Full Time Sports                     | 21           | 2            | 2            | 1            | 5            | 246          | 4.º          |
| 2018      | Blancpain GT Series                        | Strakka Racing                       | 1            | 0            | 0            | 0            | 0            | 0            | NC           |
| 2019      | Stock Car Brasil                           | Full Time Sports                     | 21           | 4            | 0            | 0            | 6            | 310          | 5.º          |
| 2019      | WeatherTech SportsCar Championship         | JDC-Miller Motorsports               | 1            | 0            | 0            | 0            | 0            | 26           | 32.º         |
| 2019      | Australian S5000 Exhibition                | Team BRM                             | 3            | 0            | 0            | 0            | 1            | N/A          | N/A          |
| 2020      | Stock Car Brasil                           | Full Time Sports                     | 18           | 1            | 3            | 1            | 1            | 234          | 6.º          |
| 2020      | Súper TC 2000                              | Toyota Gazoo Racing YPF Infinia      | 19           | 2            | 1            | 2            | 2            | 64           | 7.º          |
| 2020      | Top Race V6                                | Toyota Gazoo Racing YPF Infinia      | 5            | 1            | 1            | 0            | 2            | 83           | 4.º          |
| 2021      | Stock Car Pro Series                       | Full Time Sports                     | 23           | 2            | 2            | 1            | 5            | 282          | 6.º          |
| 2021      | Súper TC 2000                              | Toyota Gazoo Racing YPF Infinia      | 9            | 1            | 1            | 1            | 1            | 18           | 14.º         |
| 2021      | Porsche Endurance Series                   | ?                                    | 3            | 0            | 0            | 0            | 0            | 42           | 20.º         |
| 2021      | Porsche All-Star Race Brasil               | N/A                                  | 1            | 0            | 0            | 0            | 1            | N/A          | 3.º          |
| 2022      | Stock Car Pro Series                       | Full Time Sports                     | 22           | 3            | 1            | 1            | 7            | 330          | 1.º          |
| 2022      | Campionato Italiano Gran Turismo - GT3 Pro | Scuderia Baldini 27                  | 1            | 1            | 1            | 0            | 1            | ?            | ?            |
| 2022      | Porsche Endurance Series                   | ?                                    | 3            | 0            | 0            | 0            | 0            | ?            | ?            |
| 2023      | Stock Car Pro Series                       | Mobil Ale Full Time                  | 24           | 1            | 0            | 0            | 5            | 260          | 7.º          |
| 2023      | 24H GT Series - 992                        | Q1 Trackracing                       | 1            | 0            | 0            | 0            | 0            | 16           | 18.º         |
| 2023      | Porsche Endurance Series                   | ?                                    | 1            | 1            | 1            | 0            | 1            | ?            | ?            |
| 2024      | Stock Car Pro Series                       | Full Time Sports                     | Disputándose | Disputándose | Disputándose | Disputándose | Disputándose | Disputándose | Disputándose |
| 2024      | International GT Open                      | Il Barone Rampante                   | Disputándose | Disputándose | Disputándose | Disputándose | Disputándose | Disputándose | Disputándose |
| Fuente:   |                                            |                                      |              |              |              |              |              |              |              |

- † Barrichello fue piloto invitado, no era apto para puntuar.

## Resultados

### Fórmula 3000 Internacional
(Clave) (negrita indica pole position) (cursiva indica vuelta rápida)

| Año  | Equipo             | 1     | 2     | 3     | 4       | 5     | 6     | 7     | 8     | 9     | 10    | Pos. | Puntos |
| ---- | ------------------ | ----- | ----- | ----- | ------- | ----- | ----- | ----- | ----- | ----- | ----- | ---- | ------ |
| 1992 | Il Barone Rampante | SIL 2 | PAU 3 | CAT 2 | PER Ret | HOC 6 | NÜR 3 | SPA 5 | ALB 6 | NOG 6 | MAG 5 | 3.º  | 27     |

### Fórmula 1
(Clave) (negrita indica pole position) (cursiva indica vuelta rápida)

| Año  | Escudería                            | 1       | 2       | 3       | 4       | 5       | 6       | 7       | 8       | 9       | 10      | 11      | 12      | 13      | 14      | 15      | 16      | 17      | 18     | 19     | Pos. | Puntos |
| ---- | ------------------------------------ | ------- | ------- | ------- | ------- | ------- | ------- | ------- | ------- | ------- | ------- | ------- | ------- | ------- | ------- | ------- | ------- | ------- | ------ | ------ | ---- | ------ |
| 1993 | Sasol Jordan                         | RSA Ret | BRA Ret | EUR 10† | SMR Ret | ESP 12  | MON 9   | CAN Ret | FRA 7   | GBR 10  | GER Ret | HUN Ret | BEL Ret | ITA Ret | POR 13  | JPN 5   | AUS 11  |         |        |        | 18.º | 2      |
| 1994 | Sasol Jordan                         | BRA 4   | PAC 3   | SMR DNQ | MON Ret | ESP Ret | CAN 7   | FRA Ret | GBR 4   | GER Ret | HUN Ret | BEL Ret | ITA 4   | POR 4   | EUR 12  | JPN Ret | AUS 4   |         |        |        | 6 º  | 19     |
| 1995 | Total Jordan Peugeot                 | BRA Ret | ARG Ret | SMR Ret | ESP 7   | MON Ret | CAN 2   | FRA 6   | GBR 11† | GER Ret | HUN 7   | BEL 6   | ITA Ret | POR 11  | EUR 4   | PAC Ret | JPN Ret | AUS Ret |        |        | 11.º | 11     |
| 1996 | Benson & Hedges Total Jordan Peugeot | AUS Ret | BRA Ret | ARG 4   | EUR 5   | SMR 5   | MON Ret | ESP Ret | CAN Ret | FRA 9   | GBR 4   | GER 6   | HUN 6   | BEL Ret | ITA 5   | POR Ret | JPN 9   |         |        |        | 8.º  | 14     |
| 1997 | HSBC Malaysia Stewart Ford           | AUS Ret | BRA Ret | ARG Ret | SMR Ret | MON 2   | ESP Ret | CAN Ret | FRA Ret | GBR Ret | GER Ret | HUN Ret | BEL Ret | ITA 13  | AUT 14† | LUX Ret | JPN Ret | EUR Ret |        |        | 13.º | 6      |
| 1998 | HSBC Stewart Ford                    | AUS Ret | BRA Ret | ARG 10  | SMR Ret | ESP 5   | MON Ret | CAN 5   | FRA 10  | GBR Ret | AUT Ret | GER Ret | HUN Ret | BEL DNS | ITA 10  | LUX 11  | JPN Ret |         |        |        | 12.º | 4      |
| 1999 | HSBC Stewart Ford                    | AUS 5   | BRA Ret | SMR 3   | MON 9†  | ESP DSQ | CAN Ret | FRA 3   | GBR 8   | AUT Ret | GER Ret | HUN 5   | BEL 10  | ITA 4   | EUR 3   | MYS 5   | JPN 8   |         |        |        | 7.º  | 21     |
| 2000 | Scuderia Ferrari Marlboro            | AUS 2   | BRA Ret | SMR 4   | GBR Ret | ESP 3   | EUR 4   | MON 2   | CAN 2   | FRA 3   | AUT 3   | GER 1   | HUN 4   | BEL Ret | ITA Ret | USA 2   | JPN 4   | MYS 3   |        |        | 4.º  | 62     |
| 2001 | Scuderia Ferrari Marlboro            | AUS 3   | MYS 2   | BRA Ret | SMR 3   | ESP Ret | AUT 3   | MON 2   | CAN Ret | EUR 5   | FRA 3   | GBR 3   | GER 2   | HUN 2   | BEL 5   | ITA 2   | USA 15† | JPN 5   |        |        | 3.º  | 56     |
| 2002 | Scuderia Ferrari Marlboro            | AUS Ret | MYS Ret | BRA Ret | SMR 2   | ESP DNS | AUT 2   | MON 7   | CAN 3   | EUR 1   | GBR 2   | FRA DNS | GER 4   | HUN 1   | BEL 2   | ITA 1   | USA 1   | JPN 2   |        |        | 2.º  | 77     |
| 2003 | Scuderia Ferrari Marlboro            | AUS Ret | MYS 2   | BRA Ret | SMR 3   | ESP 3   | AUT 3   | MON 8   | CAN 5   | EUR 3   | FRA 7   | GBR 1   | GER Ret | HUN Ret | ITA 3   | USA Ret | JPN 1   |         |        |        | 4.º  | 65     |
| 2004 | Scuderia Ferrari Marlboro            | AUS 2   | MYS 4   | BHR 2   | SMR 6   | ESP 2   | MON 3   | EUR 2   | CAN 2   | USA 2   | FRA 3   | GBR 3   | GER 12  | HUN 2   | BEL 3   | ITA 1   | CHN 1   | JPN Ret | BRA 3  |        | 2.º  | 114    |
| 2005 | Scuderia Ferrari Marlboro            | AUS 2   | MYS Ret | BHR 9   | SMR Ret | ESP 9   | MON 8   | EUR 3   | CAN 3   | USA 2   | FRA 9   | GBR 7   | GER 10  | HUN 10  | TUR 10  | ITA 12  | BEL 5   | BRA 6   | JPN 11 | CHN 12 | 8.º  | 38     |
| 2006 | Lucky Strike Honda Racing F1 Team    | BHR 15  | MYS 10  | AUS 7   | SMR 10  | EUR 5   | ESP 7   | MON 4   | GBR 10  | CAN Ret | USA 6   | FRA Ret | GER Ret | HUN 4   | TUR 8   | ITA 6   | CHN 6   | JPN 12  | BRA 7  |        | 7.º  | 30     |
| 2007 | Honda Racing F1 Team                 | AUS 11  | MYS 11  | BHR 13  | ESP 10  | MON 10  | CAN 12  | USA Ret | FRA 11  | GBR 9   | EUR 11  | HUN 18  | TUR 17  | ITA 10  | BEL 13  | JPN 10  | CHN 15  | BRA Ret |        |        | 20.º | 0      |
| 2008 | Honda Racing F1 Team                 | AUS DSQ | MYS 13  | BHR 11  | ESP Ret | TUR 14  | MON 6   | CAN 7   | FRA 14  | GBR 3   | GER Ret | HUN 16  | EUR 16  | BEL Ret | ITA 17  | SIN Ret | JPN 13  | CHN 11  | BRA 15 |        | 14.º | 11     |
| 2009 | Brawn GP F1 Team                     | AUS 2   | MYS 5~  | CHN 4   | BHR 5   | ESP 2   | MON 2   | TUR Ret | GBR 3   | GER 6   | HUN 10  | EUR 1   | BEL 7   | ITA 1   | SIN 6   | JPN 7   | BRA 8   | ABU 4   |        |        | 3.º  | 77     |
| 2010 | AT&T Williams                        | BHR 10  | AUS 8   | MYS 12  | CHN 12  | ESP 9   | MON Ret | TUR 14  | CAN 14  | EUR 4   | GBR 5   | GER 12  | HUN 10  | BEL Ret | ITA 10  | SIN 6   | JPN 9   | RCO 7   | BRA 14 | ABU 12 | 10.º | 47     |
| 2011 | AT&T Williams                        | AUS Ret | MYS Ret | CHN 13  | TUR 15  | ESP 17  | MON 9   | CAN 9   | EUR 12  | GBR 13  | GER Ret | HUN 13  | BEL 16  | ITA 12  | SIN 13  | JPN 17  | RCO 12  | IND 15  | ABU 12 | BRA 14 | 17.º | 4      |

### IndyCar Series
(Clave) (negrita indica pole position) (cursiva indica vuelta rápida)

| Año  | Equipo               | Chasis       | Motor     | 1      | 2     | 3     | 4      | 5       | 6      | 7       | 8      | 9     | 10     | 11     | 12     | 13    | 14    | 15     | Pos. | Puntos |
| ---- | -------------------- | ------------ | --------- | ------ | ----- | ----- | ------ | ------- | ------ | ------- | ------ | ----- | ------ | ------ | ------ | ----- | ----- | ------ | ---- | ------ |
| 2012 | KV Racing Technology | Dallara DW12 | Chevrolet | STP 17 | ALA 8 | LBH 9 | SAO 10 | INDY 11 | DET 25 | TXS DNS | MIL 10 | IOW 7 | TOR 11 | EDM 13 | MDO 15 | SNM 4 | BAL 5 | CAL 22 | 12.º | 289    |

#### Indianápolis 500
| Año  | Chasis       | Motor     | Inicio | Final | Equipo               |
| ---- | ------------ | --------- | ------ | ----- | -------------------- |
| 2012 | Dallara DW12 | Chevrolet | 10     | 11    | KV Racing Technology |

### Stock Car Brasil
(Clave) (negrita indica pole position) (cursiva indica vuelta rápida)

| Año  | Equipo           | Automóvil       | 1         | 2        | 3         | 4         | 5       | 6         | 7       | 8         | 9         | 10        | 11       | 12        | 13        | 14       | 15       | 16       | 17       | 18       | 19       | 20        | 21        | 22      | Pos. | Puntos |
| ---- | ---------------- | --------------- | --------- | -------- | --------- | --------- | ------- | --------- | ------- | --------- | --------- | --------- | -------- | --------- | --------- | -------- | -------- | -------- | -------- | -------- | -------- | --------- | --------- | ------- | ---- | ------ |
| 2012 | Medley Full Time | Peugeot 408     | INT       | CTB      | VEL       | RBP       | LON     | RIO       | SAL     | CAS       | TAR       | CTB 22    | BSB Ret  | INT 22    |           |          |          |          |          |          |          |           |           |         | NC‡  | 0‡     |
| 2013 | Full Time Sports | Chevrolet Sonic | INT 25    | CUR 19   | TAR 20    | SAL 2     | BRA 4   | CAS 13    | RBP 5   | CAS 25    | VEL 12    | CUR 10    | BRA 11   | INT 8     |           |          |          |          |          |          |          |           |           |         | 8.º  | 120    |
| 2014 | Full Time Sports | Chevrolet Sonic | INT 1 9   | SCZ 1 16 | SCZ 2 DNS | BRA 1 24  | BRA 2 4 | GOI 1 9   | GOI 2   | GOI 1     | CAS 1     | CAS 2 18  | CUR 1 7  | CUR 2     | VEL 1 4   | VEL 2 6  | SCZ 1 19 | SCZ 2 11 | TAR 1 9  | TAR 2    | SAL 1 4  | SAL 2 4   | CUR 1 3   |         | 1.º  | 234    |
| 2015 | Full Time Sports | Chevrolet Sonic | GOI 1 14  | RBP 1 6  | RBP 2 6   | VEL 1 4   | VEL 2 5 | CUR 1 9   | CUR 2   | SCZ 1 3   | SCZ 2 Ret | CUR 1 11  | CUR 2 8  | GOI 1 20  | CAS 1 23  | CAS 2 10 | MOU 1 5  | MOU 2 4  | CUR 1 12 | CUR 2 6  | TAR 1 6  | TAR 2     | INT 1 Ret |         | 4.º  | 188    |
| 2016 | Full Time Sports | Chevrolet Sonic | CUR 1 20  |          |           |           |         |           |         |           |           |           |          |           |           |          |          |          |          |          |          |           |           |         | 2.º  | 295    |
| 2016 | Full Time Sports | Chevrolet Cruze |           | VEL 1 6  | VEL 2 5   | GOI 1 11  | GOI 2 3 | SCZ 1 21  | SCZ 2   | TAR 1 17† | TAR 2 11  | CAS 1 17  | CAS 2 1  | INT 1 2   | LON 1 6   | LON 2 1  | CUR 1 11 | CUR 2    | GOI 1    | GOI 2 5  | CRI 1 3  | CRI 2 22† | INT 1 2   |         | 2.º  | 295    |
| 2017 | Full Time Sports | Chevrolet Cruze | GOI 1 Ret | GOI 2 4  | VEL 1 7   | VEL 2 5   | SCZ 1   | SCZ 2 17  | CAS 1 6 | CAS 2 5   | CUR 1 4   | CRI 1 Ret | CRI 2 14 | VCA 1 16  | VCA 2 Ret | LON 1 3  | LON 2 3  | ARG 1 21 | ARG 2 1  | TAR 1 9  | TAR 2 18 | GOI 1 6   | GOI 2 17  | INT 1 5 | 5.º  | 251    |
| 2018 | Full Time Sports | Chevrolet Cruze | INT 1 2   | CUR 1 13 | CUR 2 4   | VEL 1 Ret | VEL 2 9 | LON 1 4   | LON 2   | SCZ 1 Ret | SCZ 2 6   | GOI 1     | MOU 1 9  | MOU 2 8   | CAS 1 7   | CAS 2 14 | VCA 1 11 | VCA 2 3  | TAR 1    | TAR 2 10 | GOI 1 6  | GOI 2 Ret | INT 1 6   |         | 4.º  | 242    |
| 2019 | Full Time Sports | Chevrolet Cruze | VEL 1 2   | VCA 1 8  | VCA 2 1   | GOI 1 5   | GOI 2 1 | LON 1 Ret | LON 2 8 | SCZ 1 9   | SCZ 2 12  | MOU 1 14  | MOU 2 1  | INT 1 Ret | VEL 1 7   | VEL 2 1  | CAS 1 5  | CAS 2 3  | VCA 1 13 | VCA 2 5  | GOI 1 19 | GOI 2 4   | INT 1 8   |         | 5.º  | 310    |
| 2020 | Full Time Sports | Toyota Corolla  | GOI 1 7   | GOI 2 1  | INT 1 7   | INT 2 4   | LON 1 7 | LON 2     | CAS 1 7 | CAS 2 14  | CAS 3 21  | VCA 1 14  | VCA 2 5  | CUR 1 8   | CUR 2 5   | CUR 3 4  | GOI 1    | GOI 2    | GOI 3    | INT 1    |          |           |           |         | 3.º* | 196*   |

- * Temporada en desarrollo.
- ‡ Inelegible para sumar puntos.
- † El piloto no terminó la carrera, pero se clasificó al completar el 90% de la distancia total.

### WeatherTech SportsCar Championship
(Clave) (negrita indica pole position) (cursiva indica vuelta rápida)

| Año  | Equipo                 | Clase | Automóvil           | Motor                | 1     | 2      | 3   | 4   | 5   | 6   | 7   | 8   | 9   | 10  | Pos. | Puntos |
| ---- | ---------------------- | ----- | ------------------- | -------------------- | ----- | ------ | --- | --- | --- | --- | --- | --- | --- | --- | ---- | ------ |
| 2015 | Starworks Motorsport   | P     | Riley Mk XXVI DP    | Dinan (BMW) 5.0 L V8 | DAY 9 | SEB    | LBH | LGA | DET | WGL | MOS | ELK | COA | PET | 30.º | 23     |
| 2016 | Wayne Taylor Racing    | P     | Dallara Corvette DP | Chevrolet 5.5L V8    | DAY 2 | SEB 12 | LBH | LGA | DET | WGL | MOS | ELK | COA | PET | 23.º | 53     |
| 2019 | JDC-Miller Motorsports | DPi   | Cadillac DPi-V.R    | Cadillac 5.5L V8     | DAY 5 | SEB    | LBH | MDO | DET | WGL | MOS | ELK | LGA | PET | 32.º | 26     |

### 24 Horas de Daytona
| Año  | Equipo                 | Copilotos                                                    | Automóvil             | Clase | Vueltas | Pos.       | Pos. Clase |
| ---- | ---------------------- | ------------------------------------------------------------ | --------------------- | ----- | ------- | ---------- | ---------- |
| 2013 | Dener Motorsport       | Nonô Figueiredo Felipe Giaffone Tony Kanaan Ricardo Maurício | Porsche 911 GT3       | GT    | 352     | 46.º (DNF) | 28.º (DNF) |
| 2015 | Starworks Motorsport   | Tor Graves Brendon Hartley Ryan Hunter-Reay Scott Mayer      | Riley MkXXVI          | P     | 426     | 39.º (DNF) | 10.º (DNF) |
| 2016 | Wayne Taylor Racing    | Ricky Taylor Jordan Taylor Max Angelelli                     | Chevrolet Corvette DP | P     | 736     | 2.º        | 2.º        |
| 2019 | JDC-Miller Motorsports | Misha Goikhberg Tristan Vautier Devlin DeFrancesco           | Cadillac DPi-V.R      | DPi   | 586     | 5.º        | 5.º        |

### 24 Horas de Le Mans
| Año  | Equipo                | Copilotos                  | Automóvil    | Clase | Vueltas | Pos. | Pos. Clase |
| ---- | --------------------- | -------------------------- | ------------ | ----- | ------- | ---- | ---------- |
| 2017 | Racing Team Nederland | Jan Lammers Frits van Eerd | Dallara P217 | LMP2  | 344     | 13.º | 11.º       |

### Súper TC 2000
| Año  | Equipo                          | Auto               | 1    | 2    | 3     | 4     | 5    | 6    | 7     | 8     | 9      | 10     | 11    | 12    | 13  | 14  | 15    | 16  | 17   | 18   | 19    | 20    | 21    | 22   | Res. | Puntos |
| ---- | ------------------------------- | ------------------ | ---- | ---- | ----- | ----- | ---- | ---- | ----- | ----- | ------ | ------ | ----- | ----- | --- | --- | ----- | --- | ---- | ---- | ----- | ----- | ----- | ---- | ---- | ------ |
| 2020 |                                 |                    | BA I | BA I | BA II | BA II | AG I | AG I | AG II | AG II | BA III | BA III | BA IV | BA IV | RC  | RC  | PAR   | PAR | BA V | BA V | BA VI |       |       |      | 7.º  | 64     |
| 2020 | Toyota Gazoo Racing YPF Infinia | Toyota Corolla XII | 18   | 8    | Ex.   | 8     | 13   | 10   | 17†   | 11    | 1      | 1      | 6     | 7     | 16  | Ret | 6     | 5   | 10   | 16   | 6     |       |       |      | 7.º  | 64     |
| 2021 |                                 |                    | BA I | BA I | BA II | BA II | AG   | AG   | SNI   | SNI   | BA III | BA III | PAR   | PAR   | TOA | TOA | BA IV | VIL | VIL  | ROS  | ROS   | AG II | AG II | BA V | 14.º | 18     |
| 2021 | Toyota Gazoo Racing YPF Infinia | Toyota Corolla XII | 5    | 5    | 12    | 11    |      |      |       |       |        |        |       |       |     |     |       |     |      | 9    | 11    | 1     | 11    | 12   | 14.º | 18     |